# Pericrocotus miniatus
Pericrocotus miniatus là một loài chim trong họ Campephagidae.